# 奧里霍韋-頓內茨凱
48°46′16″N 38°48′8″E / 48.77111°N 38.80222°E
奧里霍韋-頓內茨凱（烏克蘭語：Оріхове-Донецьке）是位於烏克蘭東部的村莊，由盧甘斯克州夏斯佳区夏斯佳市鎮負責管轄。該村始建於1962年，面積1.44平方公里，海拔高度53米，2001年人口69，人口密度每平方公里47.9人。